# Ilse Herrndobler
Ilse Herrndobler, geb. Ilse Schütz, (* 11. Juni 1939 in Nürnberg; † 9. August 2012 in Landshut) war eine deutsche Lehrerin und Autorin.

## Leben und beruflicher Werdegang
Ilse Herrndobler verbrachte einen großen Teil ihrer Kindheit bei ihren Großeltern in Rheinberg am Niederrhein und kam gegen Ende des Zweiten Weltkrieges nach Landshut, wo sie die Volksschule der Ursulinen und dann das Humanistische Gymnasium (das spätere Hans-Carossa-Gymnasium) besuchte. Nach dem Abitur erfolgte ein Studium der Philosophie, Psychologie und Pädagogik in München, das mit der Lehrbefähigung für Volksschulen endete.
1962 erhielt sie ihre erste Dienststelle in Rotthalmünster, wo sie bis 1968 blieb. Hier entstanden die Grundlagen für ihre spätere Autorenschaft als Schöpferin der Kunstfigur „Uli der Fehlerteufel“, der in Fibeln, Lesebüchern, Sachbüchern und Arbeitsheften als Titelfigur Lust auf das Lernen erzeugen sollte und in ca. 40 Schulbüchern eine neue Art der Kenntnisvermittlung im Deutschen für die Grund- und Sonderschüler in Westdeutschland für die nächsten zwei Jahrzehnte einläutete. Die Veröffentlichungen erfolgten ab 1968 im Paul List Verlag München und später bei Schroedel in Frankfurt und wurden durch Lehrerhandreichungen, Angeboten zur inneren Differenzierung und weiterer Begleitmaterialien vervollständigt. Die Illustrationen in den Büchern übernahm der Münchner Graphiker Franz Josef „Pepperl“ Ott, der durch seine kindgemäße, lustige Bildgestaltung viel zum Erfolg der Unterrichtsmaterialien beitrug. Auf Veranlassung des List-Verlages gab es auch eine Stofffigur des Uli, ein Quartettspiel bei Ravensburger Spiele und die Kontaktaufnahme mit Ellis Kaut, die in ihrer bewährten Art der Pumucklgeschichten auch für den Fehlerteufel ein lustiges Geschichtenbuch schreiben sollte.
Von 1968 bis 1990 unterrichtete Ilse Herrndobler an der Grund- und Hauptschule in Ergolding, einer Stadtrandgemeinde von Landshut. Sie leitete in der Lehrplankommission des Bayerischen Kultusministeriums den Sektor Deutsch für die Anfangsklassen.
Ab 1990 widmete sich Ilse Herrndobler vermehrt den neuen Anforderungen im Unterricht der Grundschule, wobei sie ihren Schwerpunkt auf die Freiarbeit in den Klassen 1 und 2 legte. Hierzu gründete sie mit ihrem Mann den Bubu-Verlag mit einer neuen Titelfigur, dem kleinen Clown Bubu, der in Lernspielen und Arbeitsheften mit Selbstkorrekturmöglichkeiten in Deutsch und Mathematik den Kindern das Lernen erleichtern sollte.

## Auszeichnungen
Die außergewöhnliche Beliebtheit der Unterrichtsmaterialien führte in den 80er Jahren zu zahlreichen Ehrungen, wie der Überreichung des „Goldenen Uli“ anlässlich des Verkaufs von 10 Millionen Exemplaren des Arbeitsheftes „Uli schreibt Geschichten“, der Verwendung der Lernmaterialien in mehr als 50 Staaten, wo in Auslandsschulen, Werk- und Missionsschulen Kinder Deutsch lesen und schreiben lernten.
| Personendaten    | Personendaten                 |
| ---------------- | ----------------------------- |
| NAME             | Herrndobler, Ilse             |
| ALTERNATIVNAMEN  | Schütz, Ilse (Geburtsname)    |
| KURZBESCHREIBUNG | deutsche Lehrerin und Autorin |
| GEBURTSDATUM     | 11. Juni 1939                 |
| GEBURTSORT       | Nürnberg                      |
| STERBEDATUM      | 9. August 2012                |
| STERBEORT        | Landshut                      |